# 4907 Зосер
4907 Зосер (4907 Zoser) — астероїд головного поясу, відкритий 17 жовтня 1960 року.
Тіссеранів параметр щодо Юпітера — 3,184.